# Galmsbüll
Galmsbüll (en frisón septentrional: Galmsbel; en danés: Galmsbøl o Galmesbøl) es un municipio situado en el distrito de Frisia Septentrional, en Schleswig-Holstein, Alemania. Tiene una población estimada, a fines de septiembre de 2023, de 579 habitantes.